# Ár nDraíocht Féin
Ár nDraíocht Féin: Wspólnota Druidzka, ADF – związek wyznaniowy, zorganizowany wokół badań i rozwoju współczesnego neodruidyzmu.
We współczesnym języku irlandzkim Ár nDraíocht Féin (wym. ˈaːrn riːəxt feːn) oznacza „nasza własna magia (druidyzm)”. Skrót ADF jest również używany w celu oddania nazwy A Druid Fellowship (ang. Wspólnota Druidzka). Organizacja powstała w 1983 roku, zaś w 1990 roku została zarejestrowana przez Izaaka Bonewitsa jako organizacja non-profit typu U.S. 501(c)3. Pierwsza publiczna prezentacja i nabór członków miały miejsce w trakcie pierwszego WinterStar Symposium w 1984 roku, w Burr Oak State Park w amerykańskiej miejscowości Glouster. ADF był pierwotnie zorganizowany jako stowarzyszenie, ze statutem podpisanym przez zarząd 18 kwietnia 1987.
ADF jest organizacją neodruidzką, praktykującą unikalną tradycję neopogańskiego druidyzmu i działającą głównie w USA, posiadając członków i grupy w większości stanów, jak również w kilku innych państwach. W przeciągu ostatnich dwóch dekad liczba członków ADF pozostaje na poziomie znacznie przekraczającym 1000 osób, czyniąc ją największą publiczną formą neopogańskiego druidyzmu w USA.
Pomimo gaelickiej nazwy, druidyzm ADF obejmuje właściwie wszystkie indoeuropejskie religie, co oznacza, że podczas gdy większość organizacji skupia się na praktykach celtyckich, obecne są w niej również praktyki germańskie, helleńskie, romańskie, słowiańskie i wedyjskie. W tym sensie ADF używa słowa „druid” w znaczeniu „członka indoeuropejskiej inteligencji, szczególnie duchowieństwa” lub szerzej „czciciela indoeuropejskich bogów i bogiń”. Mówiąc ściślej, członkami ADF nie są wyłącznie druidzi, lecz również członkowie powiązanych religii indoeuropejskich, którzy mogą posiadać inne określenia na ludzi pełniących analogiczne funkcje kapłańskie (np. gothi w religii germańskiej).